# 玻璃之家
《玻璃之家》（日語：ガラスの家），為日本NHK電視台於2013年9月3日起開播的週二晚間十點檔（電視劇10系列），由井川遙、藤本隆宏主演。本劇是井川遙首齣擔當主角的電視劇。

## 概要
她14歲時，雙親在發生在法國的空難中不幸身亡；他的妻子於22年前的空難中遇難，之後獨自撫養兩個兒子長大成人。在法國的空難之地相遇，相知相惜的兩人之後成為夫妻，原本是3個男人的家庭，因為黎的出現發生了變化。從小就缺乏母愛的長男，對黎產生了超越母子的感情，進而愛上了自己的繼母，兩人的禁忌之愛成了不能說的秘密...

## 登場人物

### 澁澤家
- 玉木黎→ 澁澤黎：井川遥

一成的妻子。14歲時，雙親在發生在法國的空難中不幸身亡。22年後重回事故現場時，遇見了一成，相知相惜的兩人之後成為夫妻。原本任職快遞公司，之後在友人的介紹下到花店工作。
- 澁澤一成：藤本隆宏

小黎的丈夫。財務省主計局長。妻子美由紀（照片演出：平良千春）於22年前的空難中遇難，獨自撫養兒子仁志及憲司。之後與小黎再婚。
- 澁澤仁志：齋藤工（幼少時期：阿由葉朱凌）

一成的長男。
- 澁澤憲司：永山絢斗（幼少時期：大山蓮斗）

一成的次男、小仁志4歲的弟弟。

### 財務省
- 柳原浩和：阪田雅信

綜合政策課課長。仁志的上司。
- 宮川裕孝：天野義久
- 井本直樹：吉田烏龍太（吉田ウーロン太）

以上2人為仁志的部下。
- 小宮香織：新澤泉

主計局長的秘書。
- 佐野誠也：小野了

大臣官房參事官。
- 伊佐野一輝：鶴田忍

財務大臣。

### 其他
- 後藤菜菜美：梅舟惟永

仁志高中時代的朋友，芥川賞作家。與憲司交往，最後成為夫妻。
- 森田文彦：鈴木裕樹

仁志大學時代的朋友。新聞記者。
- 尾中寛子：菊池桃子

前財務省主計局秘書。現在經營運動俱樂部。
- 村木陽介：片岡愛之助

日本改革黨黨魁。提倡公務員制度改革的國會議員。
- 栗山莊一郎：國廣富之

内閣總理。

## 各集登場人物

### 第3集
- 泉田華子：朝倉繪梨香

仁志的交往對象。父親為外務省官員。

### 第6集
- 稻木覺：小林隆

東京高等檢察廳檢察長。
- 生田將司：境賢一

小黎的遠親。東前橋市公所建設部管理課長。

### 第8集
- 永谷隆史：天宮良（完結篇）

花店老闆。小黎經尾中的介紹在該店任職。
- 新藤淳：佐久間哲
- 尾上昌樹：永田耕一

文部科學省事務次官。
- 花見澤綠：海老瀨花（完結篇）[3]

教育評論家。

## 製作團隊
- 劇本：大石靜
- 音樂：都倉俊一
- 導演：渡邊良雄、渡邊一貴
- 主題曲：西野加奈「再見」（SME Records）
- 美術：深尾高行
- 攝影：熊木良次
- 花藝指導：尼古拉·伯格曼
- 禮儀指導：西出博子
- 製作統括：屋敷陽太郎
- 製作出品：NHK

## 各集標題
| 集數   | 播放日期 | 副標題 | 中譯副標題 | 導演     |
| ------ | -------- | ------ | ---------- | -------- |
| 第1集  | 9月3日   |        | 美麗的魔物 | 渡邊良雄 |
| 第2集  | 9月10日  |        | 二人之月   | 渡邊良雄 |
| 第3集  | 9月17日  |        | 曖昧之吻   | 渡邊良雄 |
| 第4集  | 9月24日  |        | 離家出走   | 渡邊一貴 |
| 第5集  | 10月1日  |        | 黃金鞋     | 渡邊一貴 |
| 第6集  | 10月8日  |        | 擁抱       | 渡邊一貴 |
| 第7集  | 10月15日 |        | 原諒我...  | 渡邊一貴 |
| 第8集  | 10月22日 |        | 新的道路   | 渡邊良雄 |
| 完結篇 | 10月29日 |        | 決心       | 渡邊良雄 |

## 外部連結
- NHK官方網站 （页面存档备份，存于）（日語）
- 國興衛視官方網站 （页面存档备份，存于）

## 節目的變遷
| 日本NHK 電視劇10                                         | 日本NHK 電視劇10                             | 日本NHK 電視劇10 |
| -------------------------------------------------------- | -------------------------------------------- | ---------------- |
|                                                          | 玻璃之家 （2013年9月3日－2013年10月29日）    |                  |
| 激流 ～你還記得我嗎？～ （2013年6月25日－2013年8月13日） | 深夜烘焙坊 （2013年11月5日－2013年12月24日） |                  |

| 國興衛視 週一至週四 22:00至23:00                | 國興衛視 週一至週四 22:00至23:00            | 國興衛視 週一至週四 22:00至23:00 |
| ----------------------------------------------- | ------------------------------------------- | -------------------------------- |
|                                                 | 玻璃之家 （2014年6月2日－2014年6月16日）    |                                  |
| 深夜中的麵包店 （2014年5月19日－2014年5月29日） | 明太子夫婦 （2014年6月17日－2014年6月24日） |                                  |